# Eugenia brachysepala
Eugenia brachysepala är en myrtenväxtart som beskrevs av Hjalmar Frederik Christian Kiaerskov. Eugenia brachysepala ingår i släktet Eugenia och familjen myrtenväxter. Inga underarter finns listade i Catalogue of Life.